# Świerszczewo (Kołobrzeg)
Pour les articles homonymes, voir Świerszczewo.
Świerszczewo (en allemand Langesende) est une localité polonaise de la gmina rurale et du powiat de Kołobrzeg en voïvodie de Poméranie-Occidentale. Elle se situe à environ 105 km au nord-est de la capitale régionale Szczecin.

## Géographie

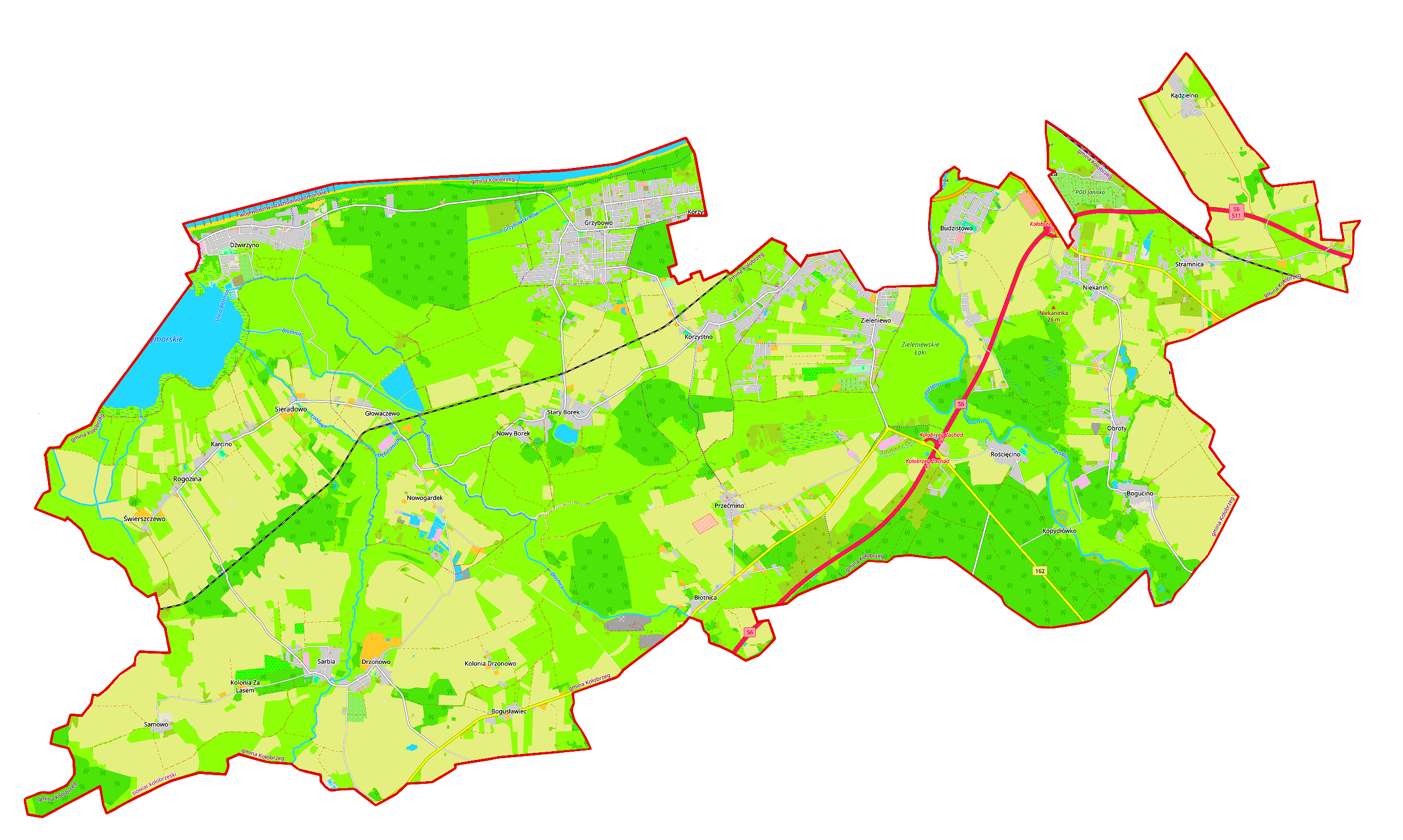
Carte de la gmina de Kołobrzeg.